# محمد الأكبر بن المعتصم بالله
الأمير أبو أحمد محمد الأكبر بن المعتصم بالله بن هارون الرَّشيد بن عبد الله المهدي بن أبو جعفر المنصور القُرشيُّ الهاشميُّ العبَّاسي كان أميرًا عباسيًا، وهو ابن الخليفة المعتصم. كان معاصرًا للخليفة الواثق والمتوكل. وأصبح ابنه أحمد الخليفة العباسي الثاني عشر، وتلقّب بالمستعين. وكان محمد أول أمير عباسي يصبح ابنه خليفة، ولم يكن لأمير عباسي قبله هذه المكانة.

## الخلفية
محمد هو ابن أبي إسحاق محمد. كان عضوًا في البيت العباسي المؤثر الذي حكم الخلافة منذ عام 750. اسمه الكامل محمد بن محمد بن هارون الرشيد وكنيته أبو أحمد. والده، والدا المعتصم، هما الخليفة العباسي الخامس هارون الرشيد (حكم 786–809 م)، ومريدة بنت شبيب، محظية. وُلِد محمد في عهد عمه.
ولم يكن عمه المأمون قد اتخذ أي ترتيبات رسمية لخلافته. وكان ابن المأمون، العباس، في السن المناسب للحكم واكتسب خبرة في القيادة في حروب الحدود مع البيزنطيين، ولكن لم يُسمى وريثًا. وبحسب رواية الطبري، أملى المأمون على فراش موته رسالة يرشح فيها أخاه، بدلًا من العباس، خليفةً له، وأُعلن أبو إسحاق خليفةً في 9 محرم. أغسطس، مع اللقب الملكي المعتصم بالله ("الذي يعتصم بالله"). وكان والده الخليفة العباسي الثامن في الخلافة.

## السيرة

شجرة عائلة الخلفاء العباسيين في القرن التاسع. يظهر محمد بن المعتصم في المربع الأبيض على الجانب الأيمن من شجرة العائلة

كان محمد ابن الخليفة المعتصم (حكم. 833–842 م) من إحدى محظياته (أم ولد). أمضى طفولته في بغداد . وباعتباره أميرًا عباسيًا، تلقى تعليمًا ممتازًا مع إخوته الآخرين. وعندما أصبح والده خليفة، زادت ثروة محمد وإخوته. في عام 836 أسس والده مدينة سامراء الجديدة ونقل عاصمة الخلافة إليها، وانتقل محمد أيضًا إلى سامراء. حكم والده الإمبراطورية العباسية لمدة ثماني سنوات تقريبًا حتى وفاته. وأصبح شقيقه الأكبر الواثق خليفة بعد وفاة والده في 5 كانون الثاني 842. لقد صعد إلى العرش بسلاسة دون أية معارضة من إخوته بمن فيهم محمد. وبعد ست سنوات تُوفي الواثق نتيجة إصابته بالاستسقاء، أثناء جلوسه في الفرن في محاولة لعلاجها، في 10 آب 847. كان محمد رجلًا من رجال البلاط وراعيًا للعلماء في عهده. وخلفه المتوكل. إن حياة محمد في عهده غامضة، لأنه لم يلعب أي دور مهم في الشؤون السياسية.
وكان أخوه المتوكل يرى في محمد خليفة محتملًا (خليفة المستقبل) بسبب شعبيته التي منعته من الخلافة، وكان أخوه الخليفة المتوكل (حكم 847-861 م) قد وضع خطة للخلافة تسمح لأبنائه بوراثة الخلافة بعد وفاته؛ حيث يخلفه أولًا ابنه الأكبر المنتصر، ثم المعتز، ثم المؤيد. وقد أدى هذا الترشيح لأبنائه الثلاثة لخلافة العرش إلى منع جميع إخوته من الخلافة وخاصة محمد وأحمد.
وكان لمحمد بن المعتصم عدة أولاد من جواري مختلفات، أحد هؤلاء الأولاد هو أحمد. وُلِد أحمد (المستعين في المستقبل) في عام 836 من محظية من صقلية تدعى مخاريق والمعروفة أيضًا باسم أم أحمد. توفي محمد في عهد أخيه المتوكل. على الرغم من تهميشه من الخلافة، إلا أن شعبيته لم تمت. وأصبح ابنه خليفة في منتصف عام 862م.

### المساهمة في تولي المستعين الخلافة
بعد سنوات قليلة من وفاة محمد. في كانون الأول 861 م، اُغتِيل المتوكل على يد مجموعة من الضباط العسكريين الأتراك، ومن المرجح أن ذلك تم بدعم من المنتصر. خلال فترة حكم المنتصر القصيرة (حكم. 861-862 م)، ضغط عليه الأتراك لإزالة المعتز والمؤيد من الخلافة. وعندما توفي المنتصر، اجتمع الضباط الأتراك وقرروا تنصيب ابن عم الخليفة المتوفى المستعين على العرش. لقد كانت علاقة محمد ببلاط الخلافة، وعلاقته بالواثق، وشعبيته بين ضباط الفوج التركي، هي مساهمته الرئيسة في مسيرة المستعين.